# امیلیو گوتیه‌رس کابا
امیلیو گوتیه‌رس کابا (اسپانیایی: Emilio Gutiérrez Caba‎؛ زادهٔ ۲۶ سپتامبر ۱۹۴۲) بازیگر اهل اسپانیا است.
از فیلم‌ها یا برنامه‌های تلویزیونی که وی در آن نقش داشته‌است، می‌توان به برج سوسو، دهان‌به‌دهان، هنر مردن، شراب کهنه، آنچه چشمانش پنهان می‌کرد، با وجود همه‌چیز، درخت خون، وسوسه‌ام نکن، کندو، مگر من چه کرده‌ام؟، درختان نخل در برف، فرانسیس: برایم دعا کن، مرد هزارچهره، امکانش هست؟، زمان جاسوسی و نرودا اشاره کرد.